# Calamiteitenplan
In het calamiteitenplan (ook wel bedrijfsnoodplan) legt men vast hoe men zich voorbereidt op calamiteiten en hoe met calamiteiten om te gaan. Het calamiteitenplan geeft de organisatiestructuren, procedures en afspraken voor calamiteitensituaties. In het plan beschrijft men wie welke taken, verantwoordelijkheden en bevoegdheden heeft bij calamiteiten en hoe afstemming met regelgeving en andere organisaties plaatsvindt. Voor de daadwerkelijke bestrijding van calamiteiten kunnen calamiteitenbestrijdingsplannen opgesteld worden. Hierin staat hoe er gehandeld moet worden bij verschillende soorten calamiteiten.
Een organisatie is in Nederland wettelijk verplicht een calamiteitenplan (noodplan) te hebben volgens Artikel 2.5 lid c van de Arbeidsomstandighedenbesluit.

## Noodzaak
Een calamiteitenplan is noodzakelijk wanneer:
- Er risico's bestaan voor brand, explosie, gaslek etc.
- Het gebouw(en) meer dan een verdieping telt
- Er meerdere personen tegelijkertijd in het gebouw aanwezig zijn

## Beheersen van een calamiteit
Om een calamiteit te voorkomen dan wel te beheersen moet men
- Bedrijfshulpverlening aanwijzen
- Verzamelplaats aanwijzen ten behoeve van appel
- Taken en verantwoordelijkheden bij calamiteiten van de diverse leidinggevenden vastleggen
- Regelmatig instructies geven en oefeningen houden
- Duidelijk tekeningen van vluchtwegen, blusmiddelen etc. voorhanden hebben en door het gebouw bij centrale toegangspunten (deuren) per etage ophangen.

## Inhoud calamiteitenplan
De inhoud zal in grote mate beïnvloed worden door de aard van de risico's en de grootte van het gebouw(complex).
- Instructies
  - Duidelijk hoe te handelen in geval van calamiteit
  - duidelijke beschreven taken en verantwoordelijkheden van de diverse verantwoordelijke leidinggevenden
- Instructieplan
  - volgens een vast plan moet er regelmatig worden geïnstrueerd omtrent het calamiteitenplan
- Alarmering
  - wie, wanneer, welke wijze, door wie intern gealarmeerd moet worden
  - wie is geautoriseerd om hulpdiensten te alarmeren, op welke wijze en in welke volgorde
  - alarmnummers dienen eenvoudig te vinden zijn
- Verzamelplaats
  - Waar dient men zich te verzamelen
- Tekeningen
  - Van elke gebouwlaag dient er een A4 tekening te zijn met daarop aangegeven:
    - vluchtrichtingen
    - vluchtwegen
    - blusmiddelen
    - brandmelders